# Mazarello da Cusano
Mazarello da Cusano (Bologne - Mantoue, février 1345) seigneur de Monteveglio est un condottiere italien actif au XIVe siècle .
En 1342, il forme la Grande Compagnia, une compagnia di ventura, avec les autres capitaines Werner von Urslingen et Ettore da Panigo, financée par les seigneurs de Forlì, Milan, Mantoue, Padoue et Parme.
Il est mort décapité sur la place de Mantoue en février 1345 sur ordre de Louis Ier de Mantoue qui l'accuse d'avoir révélé des secrets d'état à Obizzo IIIe d'Este.